# Спред (финансы)

Динамический график биржевого стакана. По вертикали — сумма объёма заявок (покупатели слева, продавцы справа); по горизонтали — цена, на примере валютного рынка; посередине спред — разрыв между ценами заявок продавцов-покупателей

Спред (произносится: «спрэд»; от англ. spread «разброс») — разность между лучшими ценами заявок на продажу (аск) и на покупку (бид) в один и тот же момент времени на какой-либо актив (акцию, товар, валюту, фьючерс, опцион).
Словом спред также называют:
- разность цен двух различных сходных товаров, торгуемых на открытых рынках (например, разность цен на нефть различных сортов);
- синтетический производный финансовый инструмент, состоящий, как правило, из двух открытых позиций, имеющих противоположную направленность и/или разные базовые активы и/или различные сроки исполнения;
- разность уровней доходности на различные финансовые инструменты.

## Биржевая торговля
В биржевой практике спред измеряют в пунктах, а не в деньгах. Например, если текущая котировка евро против доллара США (EUR/USD) указана как 1,2345/1,2350, то спред составит 0,0005 доллара или 5 пунктов. Измерение в пунктах делает более сопоставимыми спреды на разные объекты торговли.
Для обеспечения ликвидности рынка обычно на биржах устанавливается размер максимального спреда. При превышении этого лимита торги могут останавливаться. Чем меньше спред, тем ликвиднее актив, и наоборот.

## Фиксированный спред
В ряде случаев, когда один оператор рынка обеспечивает одновременно как покупку, так и продажу, он формирует фиксированный спред, который не меняется при колебании котировки. Чем ликвиднее рынок, тем чаще возникает фиксированный спред. Наиболее часто это наблюдается при торговле валютой (фиксированная разница между ценой покупки и продажи валюты), особенно у посредников на международном валютном рынке. На фондовом рынке фиксированный спред встречается при маржинальной торговле контрактами CFD. Зачастую делается оговорка, что при определённых рыночных ситуациях спред может быть расширен.